# Шедувский район
Шедувский район (лит. Šeduvos rajonas) — административно-территориальная единица в составе Литовской ССР, существовавшая в 1950—1962 годах. Центр — город Шедува.
Шедувский район был образован в составе Шяуляйской области Литовской ССР 20 июня 1950 года. В его состав вошли 24 сельсовета Радвилишкского уезда, 14 сельсоветов Паневежского уезда и 3 сельсовета Кедайнского уезда.
28 мая 1953 года в связи с ликвидацией Шяуляйской области Шедувский район перешёл в прямое подчинение Литовской ССР.
8 декабря 1962 года Шедувский район был упразднён, а его территория передана в Радвилишкский район.